# Góra Włodowska
Góra Włodowska est une localité polonaise de la gmina de Włodowice, située dans le powiat de Zawiercie en voïvodie de Silésie.